# جبل آماي

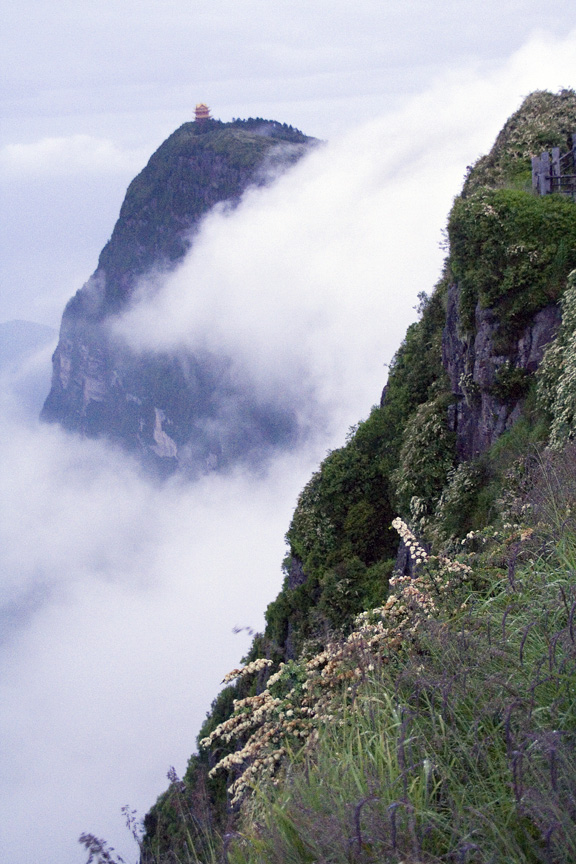
قمة جبا آماي في الصين.

جبل آماي هو جبل يقع جنوب غربي حوض سيتشوان وسط الصين. قمته الرئيسية هي جيندينغ وأعلى قمة به هي وانفودينغ حيث يبلغ ارتفاعها 3099 م عن سطح البحر. يتميز جبل آماي بتسلسلة حيوي وجيولوجي ومناخيا بجانب ميزته الثقافية والتاريخية البوذية المتوافرة، فيطلق عليه «مملكة النباتات» و«المتحف الجيولوجي» و«الجبل البوذي الإلهي.» لقد اكتشفت داخل نطاق منطقة جبل آماي السياحية التي تبلغ 154 كيلومترا مربعا فقط أكثر من 242 سلالة و3200 نوع من النباتات ذات الدرجة العالية وذلك يمثل عشرة بالمائة من إجمالي أنواع النباتات الصينية ويعتبر ذلك نادرا ولو في العالم كله. وبالإضافة إلى النباتات توجد في جبل آماي أكثر من 2300 نوع من الحيوانات بما فيها 157 نوعا من الحيوانات النادرة أوالحيوانات التي يعتبر جبل آماي موطنها النموذجي ويوجد 29 نوعا من الحيوانات التي تم إدراجها في قائمة الحيوانات المحمية على المستوى الوطني بالصين.

## معرض صور

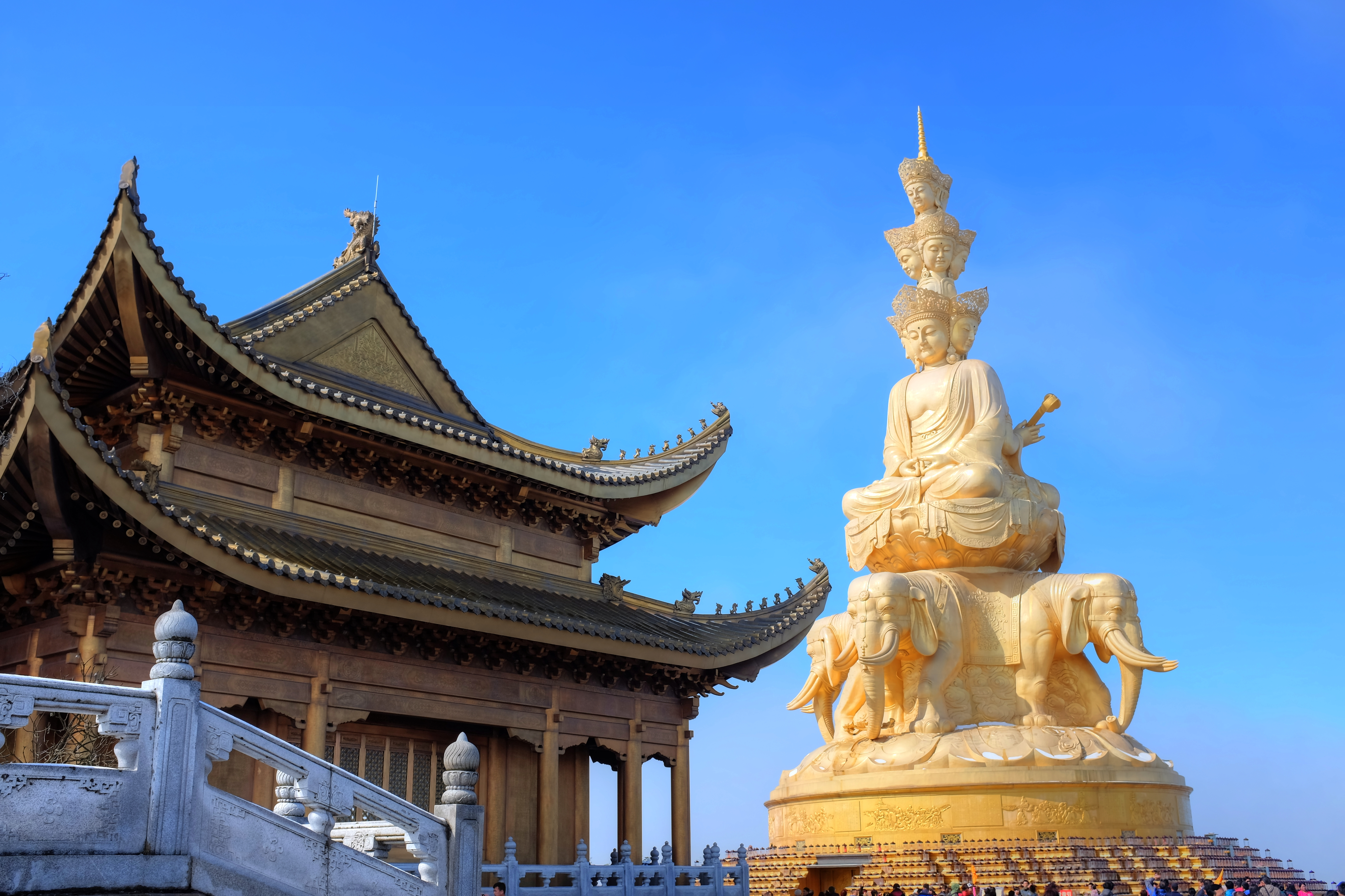
القمة الذهبية (جيندينج)
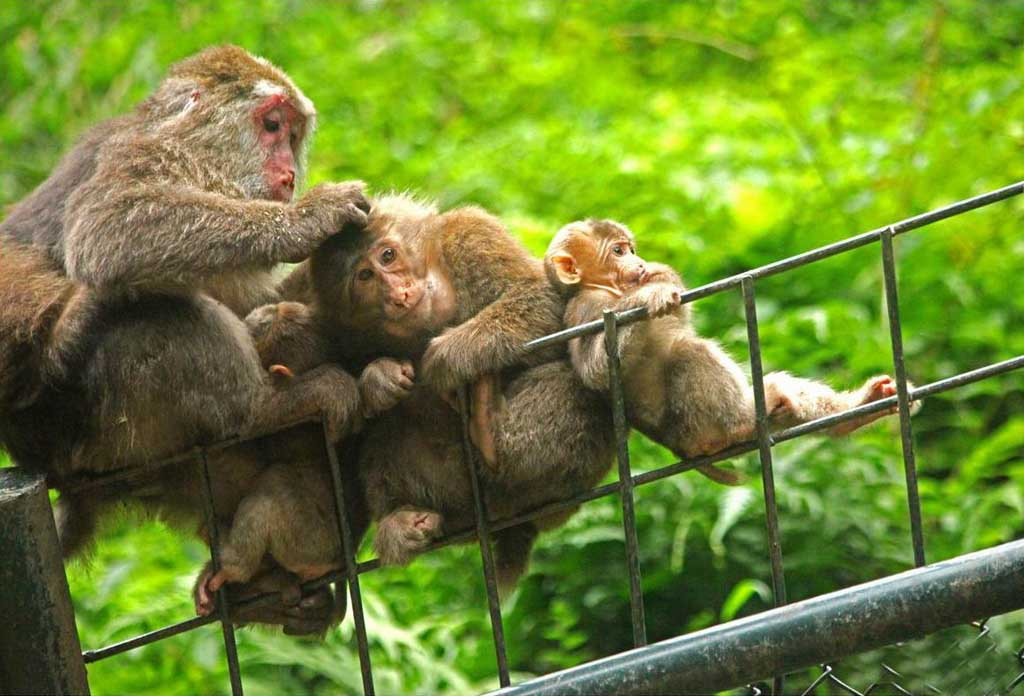
قردة
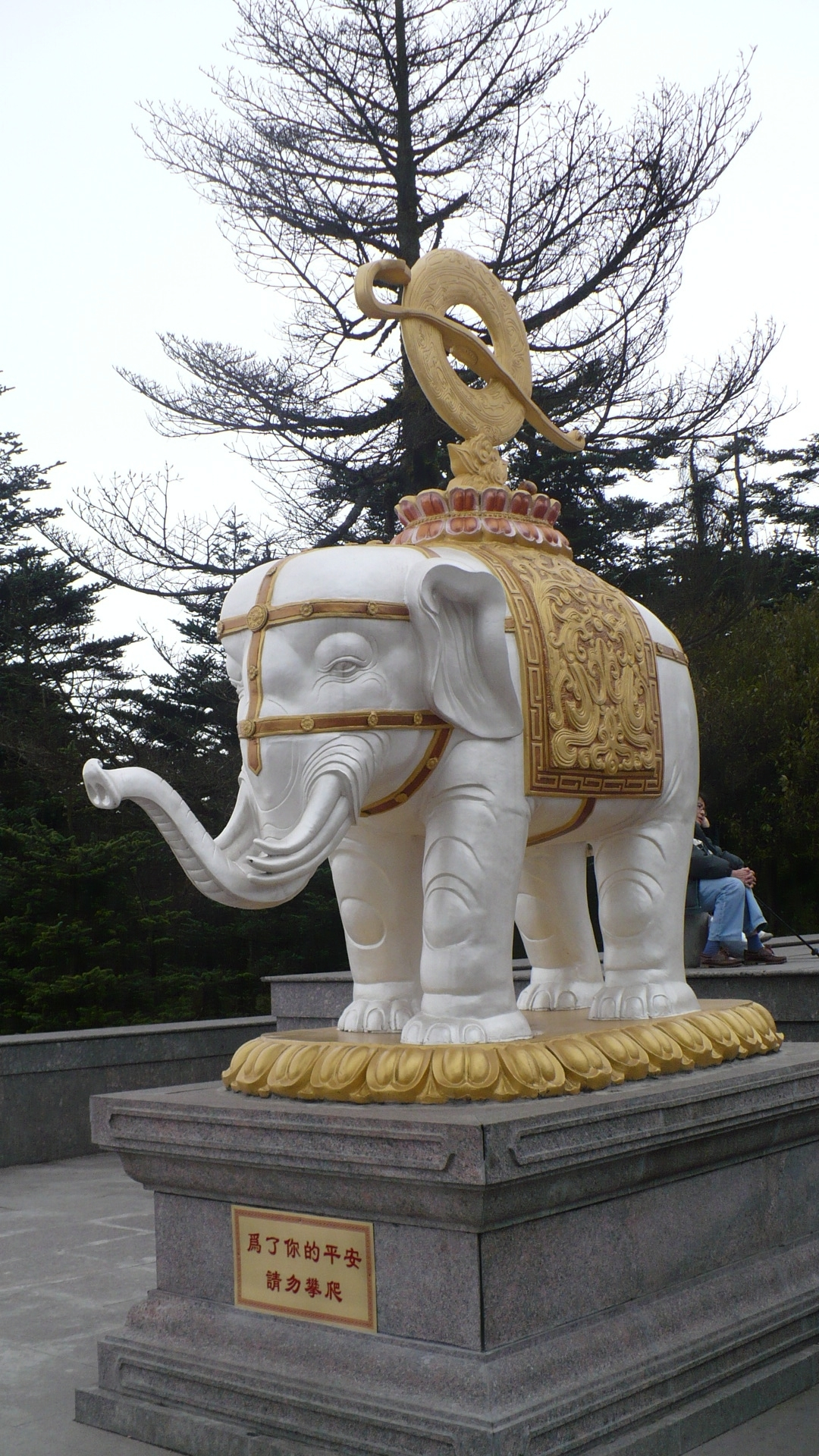
تمثال الفيل، جبل أيمي
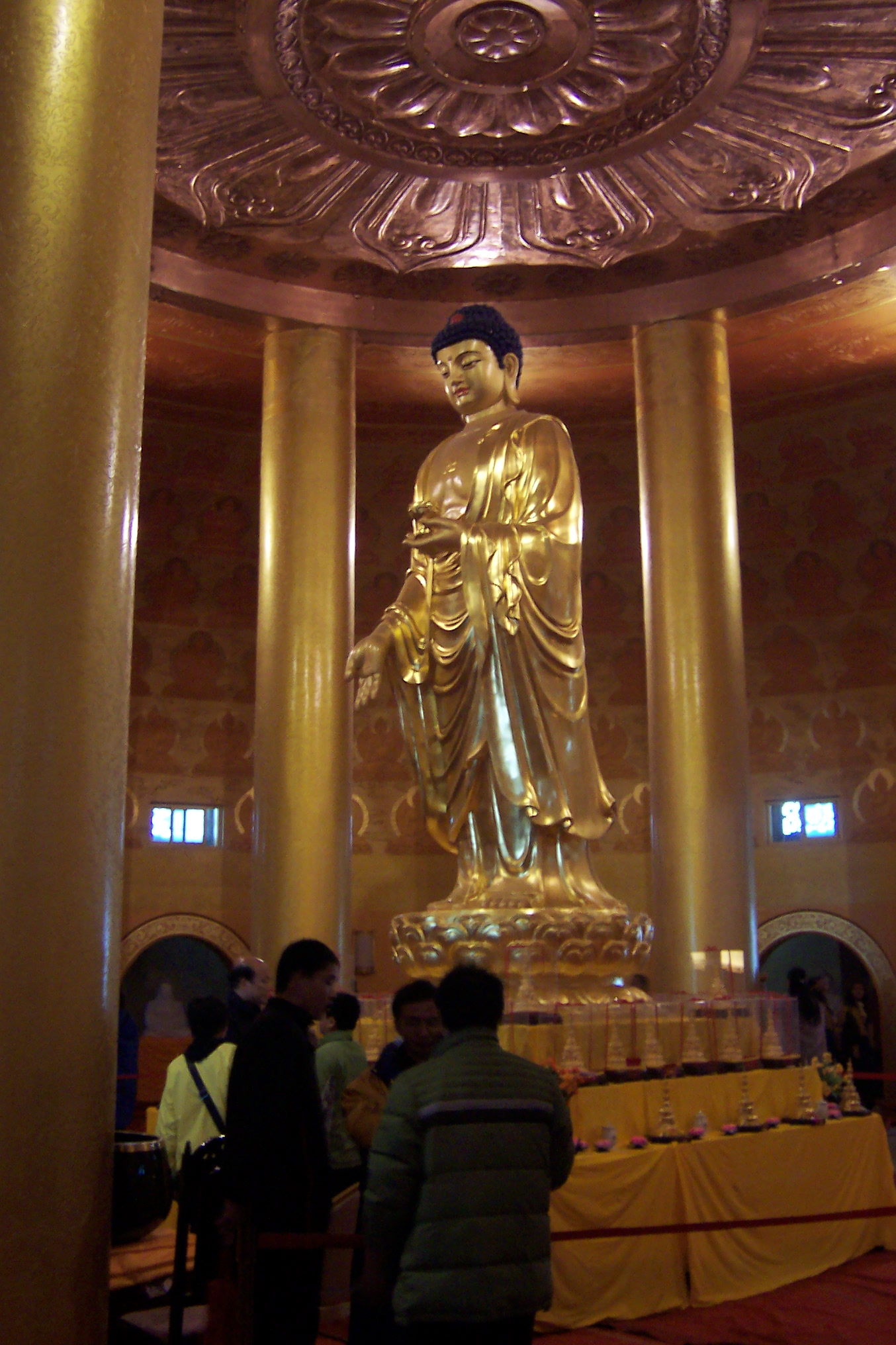
بودا_جبل آماي
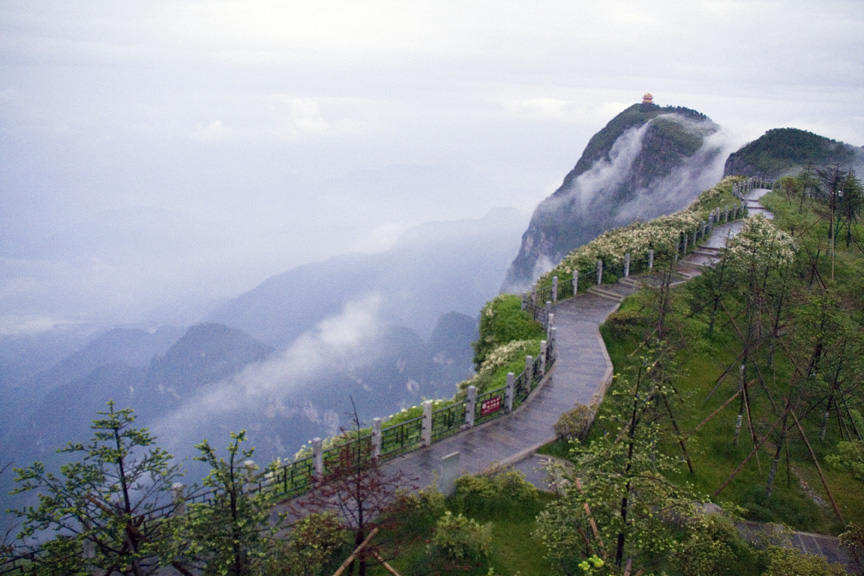
ممر على الجبل

## المناخ
يظهر الجدول التالي التغييرات المناخية على مدار السنة لجبل آماي:
| البيانات المناخية لـجبل آماي       | البيانات المناخية لـجبل آماي | البيانات المناخية لـجبل آماي | البيانات المناخية لـجبل آماي | البيانات المناخية لـجبل آماي | البيانات المناخية لـجبل آماي | البيانات المناخية لـجبل آماي | البيانات المناخية لـجبل آماي | البيانات المناخية لـجبل آماي | البيانات المناخية لـجبل آماي | البيانات المناخية لـجبل آماي | البيانات المناخية لـجبل آماي | البيانات المناخية لـجبل آماي | البيانات المناخية لـجبل آماي |
| الشهر                              | يناير                        | فبراير                       | مارس                         | أبريل                        | مايو                         | يونيو                        | يوليو                        | أغسطس                        | سبتمبر                       | أكتوبر                       | نوفمبر                       | ديسمبر                       | المعدل السنوي                |
| ---------------------------------- | ---------------------------- | ---------------------------- | ---------------------------- | ---------------------------- | ---------------------------- | ---------------------------- | ---------------------------- | ---------------------------- | ---------------------------- | ---------------------------- | ---------------------------- | ---------------------------- | ---------------------------- |
| الدرجة القصوى °م (°ف)              | 16.7 (62.1)                  | 18.5 (65.3)                  | 20.5 (68.9)                  | 22.7 (72.9)                  | 21.7 (71.1)                  | 22.5 (72.5)                  | 22.1 (71.8)                  | 21.5 (70.7)                  | 19.8 (67.6)                  | 19.3 (66.7)                  | 19.5 (67.1)                  | 16.3 (61.3)                  | 22.7 (72.9)                  |
| متوسط درجة الحرارة الكبرى °م (°ف)  | −0.3 (31.5)                  | 0.4 (32.7)                   | 4.1 (39.4)                   | 7.8 (46.0)                   | 10.5 (50.9)                  | 12.9 (55.2)                  | 15.2 (59.4)                  | 14.9 (58.8)                  | 11.2 (52.2)                  | 7.2 (45.0)                   | 4.0 (39.2)                   | 1.6 (34.9)                   | 7.5 (45.5)                   |
| المتوسط اليومي °م (°ف)             | −5.7 (21.7)                  | −4.9 (23.2)                  | −1.3 (29.7)                  | 2.9 (37.2)                   | 6.3 (43.3)                   | 9.3 (48.7)                   | 11.6 (52.9)                  | 11.2 (52.2)                  | 7.7 (45.9)                   | 3.5 (38.3)                   | −0.3 (31.5)                  | −3.5 (25.7)                  | 3.1 (37.6)                   |
| متوسط درجة الحرارة الصغرى °م (°ف)  | −9.2 (15.4)                  | −8.1 (17.4)                  | −4.8 (23.4)                  | −0.3 (31.5)                  | 3.6 (38.5)                   | 6.8 (44.2)                   | 9.2 (48.6)                   | 9.0 (48.2)                   | 5.5 (41.9)                   | 1.2 (34.2)                   | −3.2 (26.2)                  | −6.8 (19.8)                  | 0.2 (32.4)                   |
| أدنى درجة حرارة °م (°ف)            | −19.2 (−2.6)                 | −19.1 (−2.4)                 | −17.2 (1.0)                  | −9.8 (14.4)                  | −7.4 (18.7)                  | −0.2 (31.6)                  | 2.1 (35.8)                   | 2.8 (37.0)                   | −3.5 (25.7)                  | −11.1 (12.0)                 | −14.7 (5.5)                  | −19.7 (−3.5)                 | −19.7 (−3.5)                 |
| الهطول مم (إنش)                    | 15.4 (0.61)                  | 23.8 (0.94)                  | 50.3 (1.98)                  | 112.1 (4.41)                 | 161.6 (6.36)                 | 220.1 (8.67)                 | 366.5 (14.43)                | 428.4 (16.87)                | 210.8 (8.30)                 | 101.4 (3.99)                 | 42.8 (1.69)                  | 16.0 (0.63)                  | 1٬749٫2 (68.88)              |
| متوسط أيام هطول الأمطار (≥ 0.1 mm) | 16.9                         | 19.1                         | 22.3                         | 22.3                         | 23.2                         | 23.6                         | 22.7                         | 21.9                         | 23.8                         | 24.7                         | 20.0                         | 15.1                         | 255.6                        |
| المصدر: Weather China              |                              |                              |                              |                              |                              |                              |                              |                              |                              |                              |                              |                              |                              |

## انظر ايضاً
- قائمة مواقع التراث العالمي في الصين